# Hugo Ballin
Pour les articles homonymes, voir Ballin.
Hugo Ballin (7 mars 1879 - 27 novembre 1956,) est un artiste, muraliste, auteur et réalisateur américain.  Ballin était membre de l'Institut national des arts et des lettres  et de l'Académie américaine des beaux-arts. 

## Filmographie
- 1917 : Baby Mine
- 1917 : Thaïs
- 1918 : The Danger Game (direction artistique)
- 1918 : Back to the Woods (décors)
- 1918 : The Glorious Adventure (en) (direction artistique)
- 1918 : The Face in the Dark (en) (décors)
- 1918 : The Kingdom of Youth (en) (décors)
- 1919 : Une idylle dans la tourmente (The World and its Woman) (décors)
- 1919 : Lord and Lady Algy (décors)
- 1919 : Daughter of Mine (scénario)
- 1920 : Pagan Love (réalisateur)
- 1921 : East Lynne (en) (réalisateur)
- 1921 : Jane Eyre (réalisateur)
- 1921 : The Journey's End
- 1922 : Other Women's Clothes (réalisateur)
- 1922 : Married People
- 1923 : Vanity Fair
- 1923 : Souls for Sale
- 1925 : The Prairie Wife (en)
- 1925 : The Shining Adventure (en)
- 1927 : The Love of Sunya avec Gloria Swanson (direction artistique)